# Sữa trứng
Sữa trứng hay còn gọi là kem sữa trứng (tiếng Anh: custard) là một hỗn hợp nguyên liệu dùng trong nấu ăn, chủ yếu là cho món tráng miệng. Nó bao gồm sữa, kem sữa và lòng đỏ trứng đánh đều, đôi khi có thêm bột mì, bột ngô hay gelatin. Tùy vào yêu cầu của từng món mà người ta pha sữa trứng ở dạng lỏng hoặc sánh đặc.

## Hình ảnh

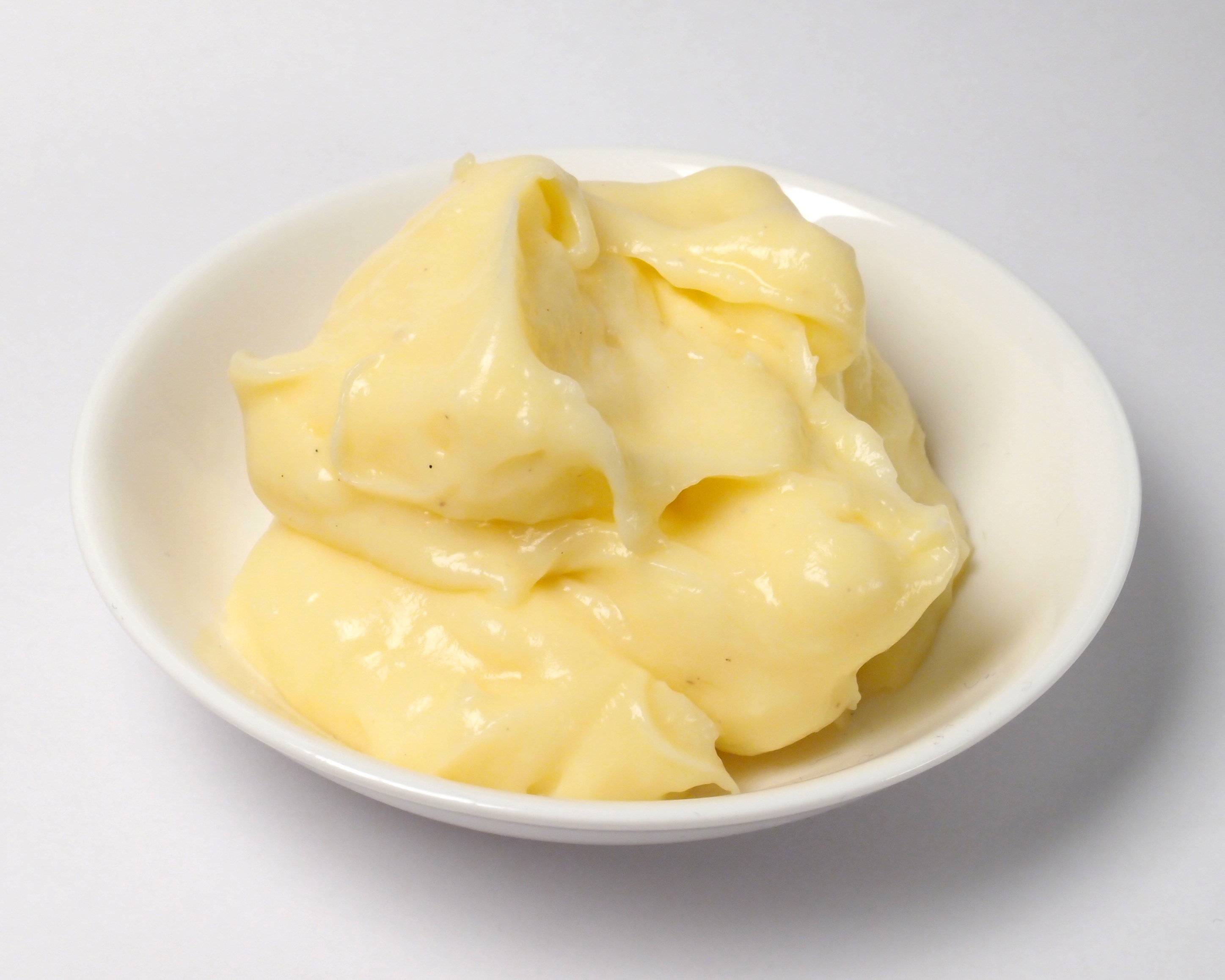
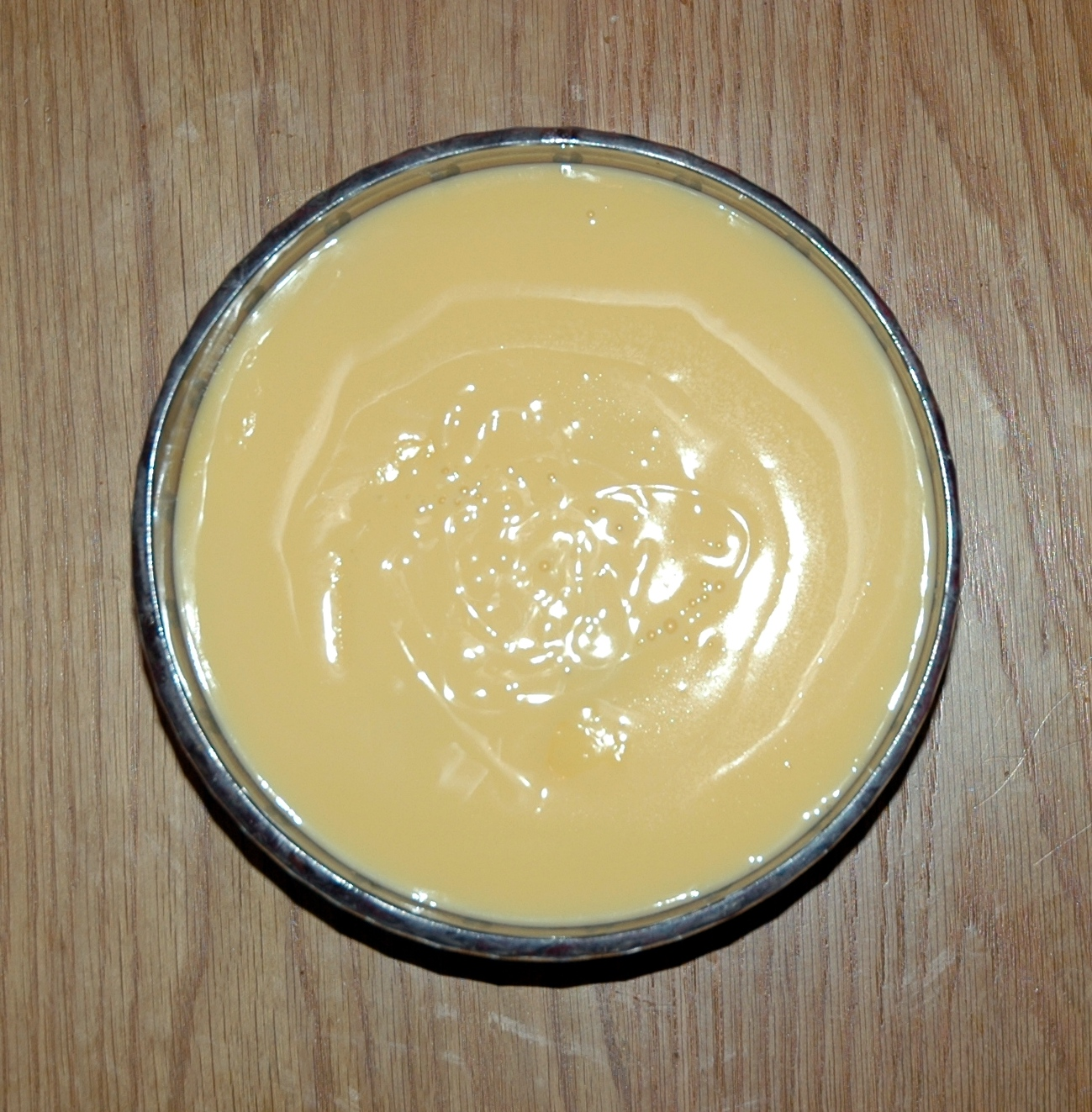